# José María Guido
Jose Maria Guido (ur. 29 sierpnia 1910 w Buenos Aires, zm. 13 czerwca 1975 tamże) – argentyński polityk i adwokat.
Należał do partii radykałów, po której rozłamie od 1957 przewodniczył Nieprzejednanej Cywilnej Unii Radykalnej (UCRI), natomiast od 1958 do 1962 był przewodniczącym senatu. Od 29 marca 1962 do 11 października 1963 sprawował urząd prezydenta Argentyny, który objął po tym, jak prezydent Arturo Frondizi został obalony przez wojsko.